# 新港镇 (常熟市)
新港镇位于常熟西北部，是规划中的宾江新市区。面积113.79平方公里，总户36099户，总人口104252人。其中非农业人口42650人，暂住人口36354人。